# Georg Leber
Georg Leber (Obertiefenbach, Oberlahnkreis, actualmente Landkreis Limburg-Weilburg, Hesse, 7 de octubre de 1920 - Fráncfort del Meno, 21 de agosto de 2012) fue un político alemán del Partido Socialdemócrata de Alemania (SPD).
Leber, después de servir en la Luftwaffe (la fuerza aérea alemana) en la Segunda Guerra Mundial, se hizo miembro del SPD en 1947. En 1957, fue elegido al Parlamento Federal de Alemania, al que perteneció hasta 1983.
En 1966, Leber fue nombrado para el cargo de ministro de Transporte dentro de la gran coalición. Mantuvo este cargo y fue nombrado ministro de Correos y Comunicaciones de Larga Distancia bajo la administración conjunta del SPD y FDP. En 1972 renunció a ambos cargos y fue nombrado ministro de Defensa. Bajo su ministerio el Bundeswehr se amplió y se fundaron las Universidades del Bundeswehr en Múnich y Hamburgo. En 1978 se retiró de su puesto después de una controversia en el Ministerio de Defensa por implicaciones en escuchas telefónicas. De 1979 a 1983, momento en el que renunció a su mandato, fue el Vicepresidente del Bundestag.